# Хованский, Сергей Николаевич
Князь Сергей Николаевич Хованский (3 октября 1767 — 26 (или 29) марта 1817) — российский государственный деятель, симбирский губернатор (1802—1808), действительный статский советник.

## Биография
Происходил из русского княжеского рода Хованские; из потомственных дворян Московской губернии. Один из внуков князя Василия Петровича Хованского; старший брат Николая и Александра Хованских. Родился 3 (14) октября 1767 года. С 5-летнего возраста воспитывался в Сухопутном кадетском корпусе, из которого был выпущен в 1787 году поручиком и направлен к генерал-аншефу Ю. В. Долгорукову. В 1792 году был произведён в подполковники. 

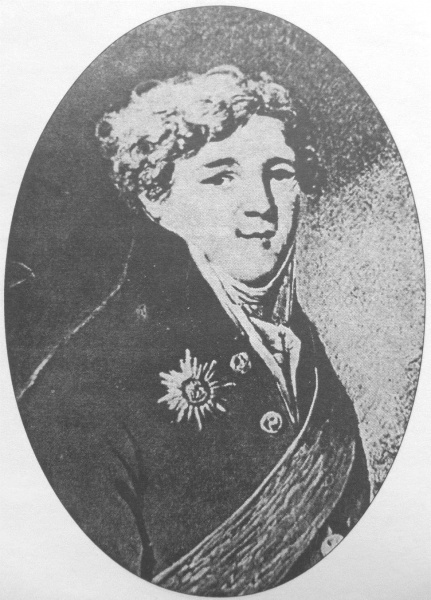

В мае 1797 года перешёл на гражданскую службу в чине коллежского советника и 19 декабря 1798 года был назначен во Владимирской губернии вице-губернатором — при губернаторе И. М. Долгорукове, который впоследствии вспоминал Хованского как «доброго малого», который старался доставить ему «всякое удовольствие и рассеяние» и с которым они «общались, как братья».
Уже 21 мая 1800 года он был произведён в статские советники, а 19 июля 1802 года назначен Симбирским губернатором; 24 июня 1804 года получил чин действительного статского советника.
В 1808 году, с 14 марта был назначен Минским губернатором, но уже 4 декабря был уволен от должности по болезни. Был награждён орденом Св. Анны 1-й степени. 
Жил в имениях жены, в селе Архангельское-Репьёвка и деревни Ботьма Ставропольского уезда Симбирской губернии.

Могила князя С. Н. Хованского

Умер в Архангельском 26 (по другим источникам, 29) марта 1817 года от чахотки. Похоронен на кладбище Симбирского Покровского мужского монастыря.

## Семья
Князь С. Н. Хованский с 1805 года был женат на вдове Казанского губернатора А. А. Аплечеева, Екатерине Александровне (10.11.1780 — 16.04.1836), урождённой Наумовой. Их дети:
- Юрий (03.03.1806 — 09.01.1868), камер-юнкер, коллежский асессор, женат на Екатерине Петровне Ивашевой, дочери П. Н. Ивашева, их дочь Мария была замужем за дворянином Николаем Александровичем Шишковым (1856 — 1910).
- Сергей (09.03.1813 — 01.12.1853), коллежский регистратор
- Александр (29.05.1814 — 07.01.1885), предводитель дворянства Чистопольского уезда, предок всех ныне существующих князей Хованских, включая математика Аскольда Георгиевича.
- Софья (03.10.1810 — 29.04.1867), с 1827 года фрейлина, с 1829 года жена С. А. Кокошкина
- Мария (20.03.1812—1837), замужем за А. Ф. Багговутом. Их дочь Екатерина (1833— 1892) была замужем за Л. Б. Тургеневым; их дочь А. Л. Бостром и внук А. Н. Толстой.

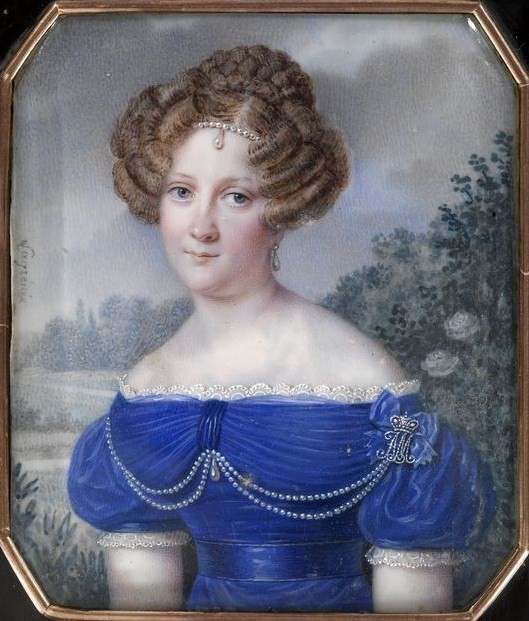
Портрет дочери княжны Софьи Сергеевны.
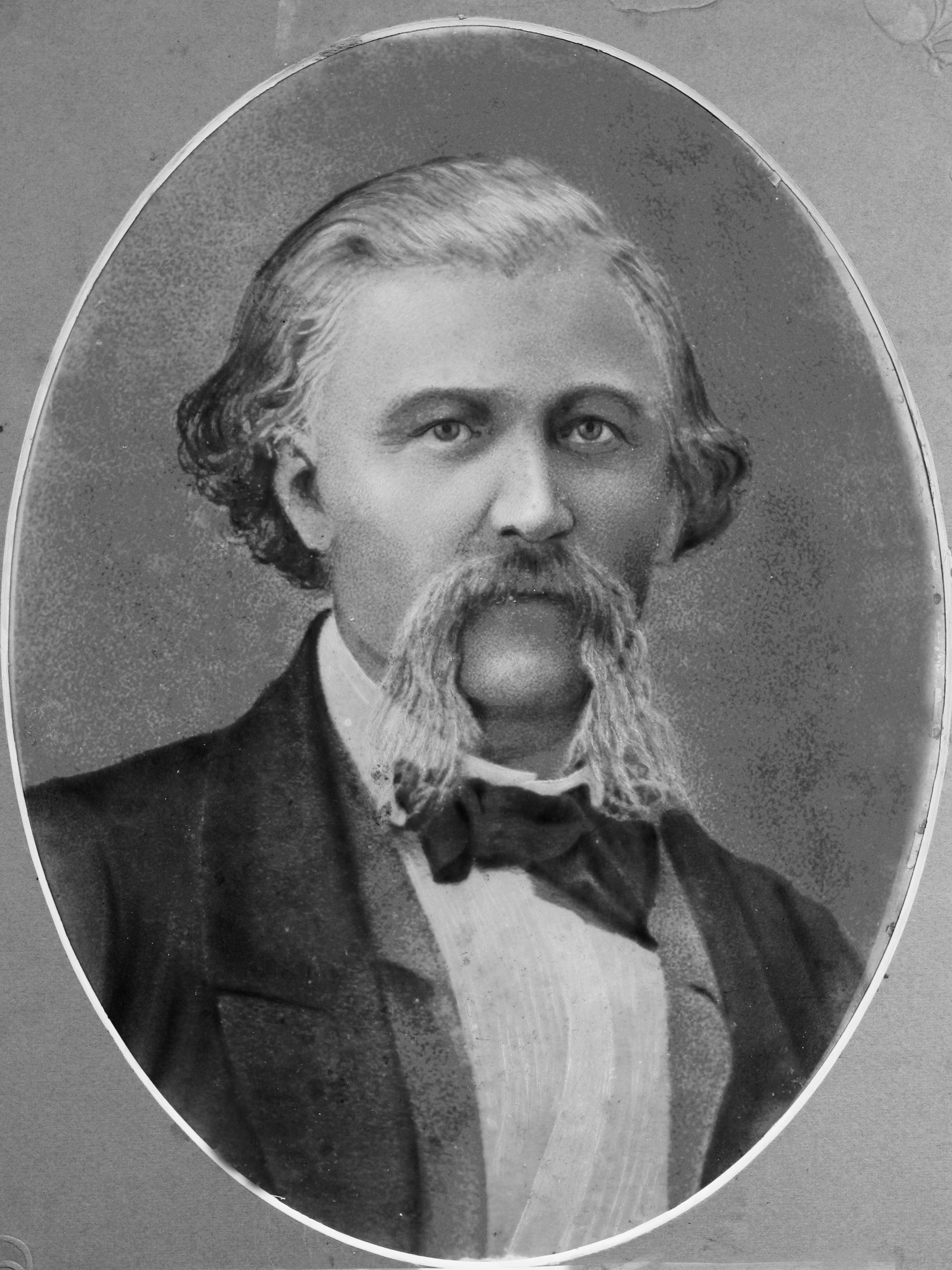
Сын князь Александр Сергеевич Хованский.